# Biserica Ortodoxă Greco-Română din Jaffa
Biserica Ortodoxă Mihail si Gavril din Jaffa este biserica ortodoxă a manastirii Grecesti sub hramul Mihail si Gavril , loc de rugaciune pentru de comunitățile de români , greci si arabi din centrul Israelului. Mânăstirea este situată în vechiul port Jaffa, unul din cele mai vechi orașe port din lume el fiind amintit de patru ori și în Biblie.

După părerea unora, numele portului ar veni de la Iafet ( în ebraica =  יפת), unul din fii lui Noe (ebraică = נח), cel ales de Dumnezeu să construiască Arca de salvare a câte o pereche din fiecare specie în timpul Potopului. În timpul perioadei elenistice, portul se numea Iopea, după numele mamei Andromedei care a fost salvată de la sacrificare de catre Perseu. Acesta s-a folosit la omorarea monstrului de calul Pegas luat dupa omorarea Medusei. Stanca de incatusare a Andromedei se vede si astăzi in fata portului. Mai târziu, portul s-a numit Yaffo ( ebraică= יפו derivată a cuvântului יפה ), care înseamnă "frumos", nume dat de tribul evreiesc Dan, locul fiind întradevăr foarte frumos si azi facand parte din municipiul Tel Aviv-Yafo.
Fiind situat într-un golf bun de ancorat, portul Jaffa a fost folosit încă din epoca bronzului și ca refugiu din calea furtunilor fiind menționat și în scrierile egiptene încă din 1470 BC. În Biblie se pomenește că prin Jaffa a fost adus lemnul de cedru din Liban  pentru construirea Templului lui Solomonși chiar pentru construirea celui de Al Doilea Templu ( primul fiind distrus de babilonieni și al doilea distrus de romani în anul 79 AC din care a rămas numai zidul de vest cunoscut sub numele de Zidul Plângerii (הכותל המערבי) și la care se roagă evreii până în ziua de azi).

Tot în Biblie este pomenit portul atunci când Iona s-a îmbarcat spre Tars și tot 
din portul Jaffa a pornit Sf. Petru călătoriile sale (trei călătorii) înainte de s-a oprit la Roma. Se povestește că tot aici a fost făcută minunea "învieri fetei lui Tavita" făcută de Sf. Petru fiicei unui tăbăcar, Simion, la care locuia, înainte de plecarea în călătorie. Datorită acestei minuni și a altor câteva fapte menționate mai sus sau nemenționate, a dus la construirea de mai multe biserici în Jaffa (biserica franciscană, biserici creștine arăbești și bineînțeles biserica Sf. Mihail și Gavril de care vă povestim).

În perioada medievală, portul a fost ocupat de cruciați ( Richard Inimă de Leu intră în port în 1191 și în Acra se pot vedea locuințele cruciaților, scoase la lumină nu de multă vreme ) și Napoleon în 1799 cucerește portul, armata franceză intrând în oraș și pradând, omorând și violând tot ce le stă în cale, aducând moarte și jaf.  

## Drumul spre intrarea în locaș

Spre intrare în locas
Strada alăturată în Jaffo
Inscriptia strazii

Intrarea în locaș se face dintr-o ulicioară îngustă , păstrată în forma ei originală de sute de ani, numită "Nativ Hamazlot" ( în ebraică = "נתיב המזלות", adică "Poteca noroacelor" ) și pe a cărei inscripție se pot vedea însemnele zodiilor. Ulicioara străbate cu greu printre clădiri vechi (refăcute și recondiționate după cum au fost în original) de sute de ani, în care locuiesc artiști și bogătași excentrici.

## Intrarea în locaș

Intrare
Inscriptie la intrare
Loc de inchinare Maicii Domnului
Sf Nicolae  (Νικολας)

La intrare în locaș, stă o poartă masivă de fier cu inscripțiile bisericești ortodoxe, vopsită în albastru după obiceiul grecesc. O superstiție grecească spune că dacă vine Satana și vede poarta albastră, crede că e cerul și fuge.
Deasupra porții se poate vedea o placă de marmură cu inscripția "Biserica greco-ortodoxă", în limba franceză, ebraică și arabă..

 Istoric  Biserica datează de 475 de ani și este proprietatea Patriarhiei Grecești .
Ea este reconstruită în 1884 de către Patriarhul Paladie. În perioada Războiului de Șase Zile (1967), nu se știe exact dacă biserica a fost bombardată sau o mână criminală a dat foc locașului, cert este că locul a rămas o ruină și fiind ca un loc părăsit și în paragină, gunoaiele din împrejurimi erau aruncate în acest loc ca într-un loc viran . 

În 1994 preotul arhimandit grec Damaschin (ce fusese înfiat de o bătrână credincioasă și foarte bogată, care îi lasă o moștenire apreciabilă și îl roagă cu gură de moarte, să facă ceva pentru slava bisericii ortodoxe grecești), cere de la Partiarhul grec din Ierusalim Diodor să-i dea lui în administrare acest locaș pentru a reconstrui biserica.

Tot în holul de la intrare, se pot vedea o inscripție în greacă, (επι πατριαρχου διοδωρου τουα = Prntru Patriarhul Diodoru) ce preaslaveste pe patriarhu Diadoru ce a pastrat proprietatea patriarhiei si a adus la ridicarea biserici , icoane și loc de aprins lumânări. 

În imagine locul biserici după golirea gunoaielor și înainte de începerea construcției.

Patriarhul Diador este de acord , cu condiția ca locașul să fie ridicat în maximum un an de zile , altfel va vinde locul statului Israel.
Preotul Damaschin, cheltuind mulți bani, reușește cu ajutorul muncitorilor arabi să ridice biserica în timp record de șapte luni de zile.

Biserica, conform obiceiului grecesc poartă 3 hramuri (spre deosebire de bisericile române care au un singur hram): 1. Sf. Mihail și Gavril. 2. Sf. Damaschin și Varvara.  3. Sf. Petru și Pavel.

## Însemnătatea locașului

Detaliu de icoanaDetaliu de icoana
Detaliu de icoana

Locul este binecuvântat din mai multe motive, unul din ele fiind că aici este locul casei lui Simon tăbăcarul, prieten al Sfântului Petru la care el se refugiază în timpul prigoanei romane și tot din acest loc pornește Sf. Petru în călătoriile sale în Anatolia și Roma.

În discursul Sfântului Petru din Ierusalim ținut în duminica cincizecimi când se coboară Sfântul Duh, el convertește și botează peste 3000 de suflete, aceasta fiind prima comunitate creștină cunoscută ce-și avea ca semn distinctiv semnul peștelui.
O parte a acestei noi comunități ce l-a urmat la Jaffa, flămânzea, pentru că ei nu erau obișnuiți cu mâncăruri, care nu erau făcute după legea ebraică (nu mâncau carne de porc sau pește fără solzi) și nu găseau cu ce să se hrănească.
Atunci aici în casa lui Simon tăbăcarul, Sf. Petru se roagă la Dumnezeu timp de trei zile pentru a ști ce trebuie să dea poporului să mânânce fără a încălca legea.
După trei zile de rugă, i-se arată Sfântului Petru peste mare, un cearceaf cu tot ce se poate mânca și o voce îi zice "Luați și mâncați, căci toate sunt binecuvântate". 
Tot în acest loc înfăptuiește Sf. Petru minunea învieri Sf. Tavita zicând "Tavita scoală" (în ebraică =תביתה קומי). 

De asemenea din acest loc fusese trimis Iona de către Dumnezeu la cetatea Ninivei, cu o populație de 120,000 de suflete, pentru a propovădui pocăința. Iona încearcă sa fugă și se îmbarcă pe o altă corabie ce pleaca spre Tars. În călătorie, în timpul unei furtuni puternice, este aruncat în mare de ceilalți călători după o tragere la sorți și atunci este înghițit de kit (balenă) și după trei zile e adus la malul din Jaffa și trimis din nou la Ninive. Statul lui Iona în pântecele fiarei timp de trei zile prevestește statul lui Iisus în pântecele pământului timp de trei zile (înainte de înviere). 

Icoana îl arată pe Sf Petru, îngenunchiat în casa lui Simion, rugându-se și văzând cearceaful cu animale permise de sacrificat.

## Interiorul bisericii cu detalii
Interiorul biserici este pictat în culori vii și plăcute cu scene biblice și cu sfinți ortodocși. Inscripțiile sunt în greacă veche, deși după cum arătam mai sus, slujbele se fac în greacă, arabă și română. Părintele Gherasim ține în fiecare zi slujba în limba română și sunt sute de turiști din diferite țări ce vizitează locașul .

Tavanul biserici
Altarul-Imagine frontala
Altar interior detaliuAltar interior detaliu
Altar interior detaliuAltar interior detaliu
Interiorul in ansambluInteriorul in ansamblu
Altarul-Detaliu interior
Adormirea Maici Domnului

## Prea cuviosul părinte Gherasim
Prea cuviosul părinte Gherasim și patriarhia Română, au primit adăpost în acest locaș, 
adăpostul pentru a-și desfășura ritul religios (identic cu cel grecesc) în această biserică. Prea cuviosul părinte Gherasim sprijină și dă alinare sufletească, mulțimii de muncitori români aflați la muncă în Israel. Părintele Gherasim, preot român transferat la patriarhia greacă, întreține spiritul românesc în această biserică și de sărbători se poate vedea și drapelul românesc fluturând lângă cel grec. 

Parintele Gherasim predica Evanghelia
Pomenirea Mortilor
Rugaciune Pentru credinciosi

Biserică aparținând Patriarhiei Grecești este considerat teritoriul grec (ελλαδα). Toate inscripțiile sunt în greacă veche(ελληνικα) după cum s-a menționat mai sus.

Scaunul Patriarhal (detaliu)

La ceremonia sfintei slujbe participă și credincioși greci și arabi și la fiecare sărbătoare, slujba se face în trei limbi (română, greacă și arabă).
Lângă altar se poate vedea scaunul patriarhal, o adevărată operă de artă, ca de fapt întregul altar așa cum se poate vedea în continuare.
În imaginile de mai jos (detalii de interior) se poate vedea cum din locul părăginit de odinioară, s-a ridicat o biserică de toată frumusețea.

Altarul frumos împodobit cu icoane ale Maici Domnului, Hristos, Sfinții Damaschin și Varvara , Sf Petru în casa lui Simion tăbăcarul ș.a.m.d.
Partea de vest a bisericii este limitată de portul Jaffa cu o priveliște fermecătoare la marea Mediterană.
 În curtea interioară sunt intrări lăturalnice care nu le cunosc.
În curte mai este găzduită biserica rusă, mai mică, și mai ascunsă între ziduri. 
Un steag grecesc așezat la extremitatea curții orientată spre marea Mediterană și portul vechi al Yaffo (în imagine), definește proprietarul acestui locaș.

## Curtea interioară (detalii)
Pe clădirea cea mai înaltă ce domină întreg complexul există un drapel alb cu o cruce roșie în mijlocul căreia sunt literele "O" și "T" suprapuse, reprezentând semnul patriarhiei ortodoxe grecești considerați "Păzitorii Mormântului Sfânt".

Se povestește că în timpul dominației turce (deci înaintea mandatului britanic), păzitorii Mormântului Sfânt din Ierusalim, erau stabiliți de Înalta Poartă (în funcție de prețul oferit), paza fiind dată diferitelor organizații bisericești ortodoxe și catolice.

Drapelul Patriarchiei cu inscriptia (φύλαξ ταφου) pazitorii mormantului sfant

Conform tradiției, Patriarhul rânduit de Poartă la păzirea Mormântul Sfânt pentru perioada respectivă, dotat cu o lumânare neaprinsă, era percheziționat de autoritățile turcești pentru a nu avea asupra sa chibrituri, lumânări sau alte obiecte de aprins focul. Astăzi se continuă tradiția, și patriarhul este percheziționat la intrarea în Mormânt de autoritățile israeliene (este mai mult o formalitate) 

Acesta singur intra în noaptea de Înviere în Mormântul Sfânt și se ruga până ce - se spune - Focul Sfânt cobora din cer și aprindea lumânarea patriarhului. Apoi acesta ieșea din Mormânt și dădea tuturor lumina ("Veniți de luați Lumină!") 

Într-o noapte de Înviere, după ce a fost percheziționat, patriarhul armean a intrat în Mormântul Sfânt și a început să se roage pentru primirea Focului Sfânt. Se povestește că atunci din cupola ce acoperă Mormântul Sfânt a coborât ca un fulger Focul Sfânt, a lovit unul din stâlpii rânduiți la intrarea în Mormânt și a aprins lumânarea patriarhului grec. Acesta aștepta lângă Mormânt, împreună cu alți patriarhi și clerici, să primească lumina ce se dă după ce Focul Sfânt coboară și aprinde lumânarea patriarhului ce se roagă în Mormânt. Văzând aceasta, s-a stabilit că este un semn și asta e voința Domnului, și s-a dat Mormântul Sfânt în paza și îngrijirea permanentă a patriarhiei grecești (Păzitorii Mormântului Sfânt) până astăzi.

## Exteriorul și Împrejurimile

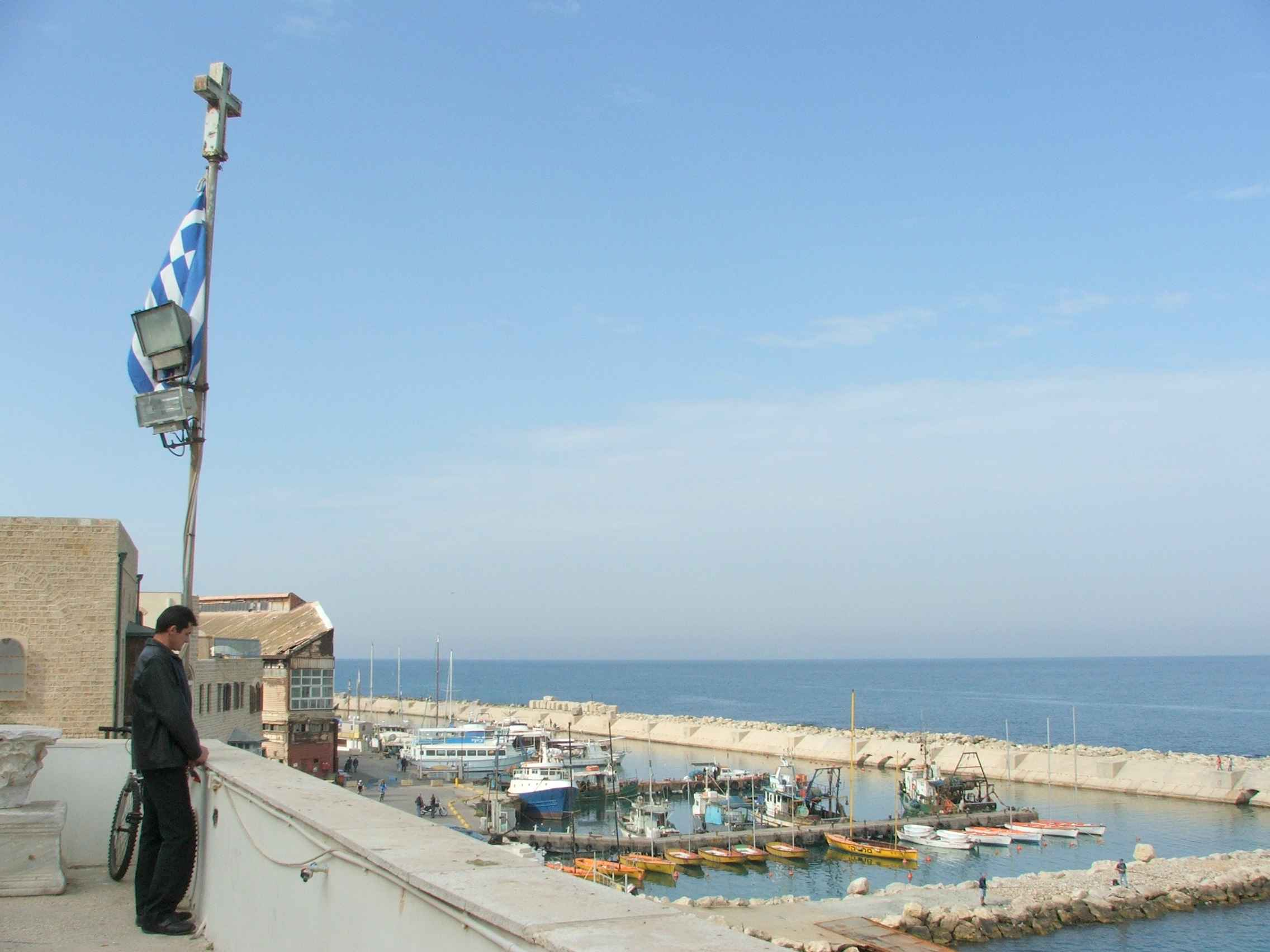
Vedere la portul Yaffo
Altarul din Exterior
Vestigii in curtea interioara
Cap de coloana